# Basket vid olympiska sommarspelen 2016
Basket vid olympiska sommarspelen 2016 spelades mellan 6 och 21 augusti 2016 i Rio de Janeiro i Brasilien. Både herr- och damturneringarna innehöll 12 lag vardera.

## Kvalificering
Varje nationell olympisk kommitté fick ställa upp med ett lag under förutsättning att laget hade kvalificerat sig.

### Värdnation
Precis som inför spelen 2012 var värdnationen inte automatiskt kvalificerad till turneringarna i basket. Vid ett möte i Tokyo, 9 augusti 2015 beslutade dock FIBA att ge Brasiliens herrlandslag och damlandslag platser i spelen.

### Herrar
| Turnering                     | Datum                           | Spelplats | Platser | Kvalificerade                  |
| ----------------------------- | ------------------------------- | --------- | ------- | ------------------------------ |
| Värdnation                    | 9 augusti 2015                  | Japan     | 1       | Brasilien                      |
| Världsmästerskapet 2014       | 31 augusti – 14 september 2014  | Spanien   | 1       | USA                            |
| Oceaniska mästerskapet 2015   | 15 – 18 augusti 2015            | Flera     | 1       | Australien                     |
| Afrikanska mästerskapet 2015  | 19 – 30 augusti 2015            | Tunisien  | 1       | Nigeria                        |
| Amerikanska mästerskapet 2015 | 31 augusti – 12 september 2015  | Mexico    | 2       | Venezuela · Argentina          |
| Europamästerskapet 2015       | 5 september – 20 september 2015 | Flera     | 2       | Spanien · Litauen              |
| Asiatiska mästerskapet 2015   | 23 september – 3 oktober 2015   | Kina      | 1       | Kina                           |
| Olympisk kvalturnering 2016   | 5–11 juli 2016                  |           | 3       | Serbien · Frankrike · Kroatien |
| Totalt                        |                                 |           | 12      |                                |

### Damer
| Turnering                     | Datum                         | Spelplats | Platser | Kvalificerade                                  |
| ----------------------------- | ----------------------------- | --------- | ------- | ---------------------------------------------- |
| Värdnation                    | 9 augusti 2015                | Japan     | 1       | Brasilien                                      |
| Världsmästerskapet 2014       | 27 september – 5 oktober 2014 | Turkiet   | 1       | USA                                            |
| Oceaniska mästerskapet 2015   | 15 – 17 augusti 2015          | Flera     | 1       | Australien                                     |
| Afrikanska mästerskapet 2015  | 24 september – 3 oktober 2015 | Kamerun   | 1       | Senegal                                        |
| Amerikanska mästerskapet 2015 | 9 – 16 augusti 2015           | Kanada    | 1       | Kanada                                         |
| Europamästerskapet 2015       | 11 – 28 juni 2015             | Flera     | 1       | Serbien                                        |
| Asiatiska mästerskapet 2015   | 29 augusti – 5 september 2015 | Kina      | 1       | Japan                                          |
| Olympisk kvalturnering 2016   | 13 – 19 juni 2016             |           | 5       | Belarus · Kina · Frankrike · Spanien · Turkiet |
| Totalt                        |                               |           | 12      |                                                |

## Medaljsammanfattning
| Basket                          | Guld | Silver | Brons |
| Damernas turnering Detaljer...  | USA | Spanien | Serbien |
| Damernas turnering Detaljer...  | Lindsay Whalen Seimone Augustus Sue Bird Maya Moore Angel McCoughtry Breanna Stewart Tamika Catchings Elena Delle Donne Diana Taurasi Sylvia Fowles Tina Charles Brittney Griner | Leticia Romero Laura Nicholls Silvia Domínguez Alba Torrens Laia Palau Marta Xargay Leonor Rodríguez Lucila Pascua Anna Cruz Laura Quevedo Laura Gil Astou Ndour                          | Tamara Radočaj Sonja Petrović Saša Čađo Sara Krnjić Nevena Jovanović Jelena Milovanović Dajana Butulija Dragana Stanković Aleksandra Crvendakić Milica Dabović Ana Dabović Danielle Page |
| Herrarnas turnering Detaljer... | USA | Serbien | Spanien |
| Herrarnas turnering Detaljer... | Jimmy Butler Kevin Durant DeAndre Jordan Kyle Lowry Harrison Barnes DeMar DeRozan Kyrie Irving Klay Thompson DeMarcus Cousins Paul George Draymond Green Carmelo Anthony         | Miloš Teodosić Marko Simonović Bogdan Bogdanović Stefan Marković Nikola Kalinić Nemanja Nedović Stefan Birčević Miroslav Raduljica Nikola Jokić Vladimir Štimac Stefan Jović Milan Mačvan | Pau Gasol Rudy Fernández Sergio Rodríguez Juan Carlos Navarro José Calderón Felipe Reyes Víctor Claver Willy Hernangómez Álex Abrines Sergio Llull Nikola Mirotić Ricky Rubio            |

Denna tabell: visa • redigera

## Medaljtabell
| Pl.    | Nation  | Guld | Silver | Brons | Totalt |
| ------ | ------- | ---- | ------ | ----- | ------ |
| 1      | USA     | 2    | 0      | 0     | 2      |
| 2      | Serbien | 0    | 1      | 1     | 1      |
| 2      | Spanien | 0    | 1      | 1     | 1      |
| Totalt | Totalt  | 2    | 2      | 2     | 6      |

### Fotnoter
1. ↑  ”Basketball” (på engelska). Australiens olympiska kommitté. februari 2014. Arkiverad från originalet den 3 mars 2016. https://web.archive.org/web/20160303184345/http://corporate.olympics.com.au/files/dmfile/Rio2016QualificationSystem-Handball.pdf. Läst 30 juni 2015.
2. ↑  ”Brazil’s national teams granted automatic places at 2016 Olympic Basketball Tournament”. Arkiverad från originalet den 12 september 2015. https://web.archive.org/web/20150912015429/http://www.fiba.com/pr-n34-brazils-national-teams-granted-automatic-places-at-2016-olympic-basketball-tournament. Läst 8 oktober 2015.
3. 1 2  ”INTERNATIONAL BASKETBALL FEDERATION QUALIFICATION SYSTEM – GAMES OF THE XXXI OLYMPIAD – RIO 2016”. FIBA. http://corporate.olympics.com.au/files/dmfile/Rio2016QualificationSystem-Basketball.pdf. Läst 8 oktober 2015. (engelska)
4. ↑  Basket Women (engelska)
5. ↑  Basketball Men (engelska)